# 에즈라기

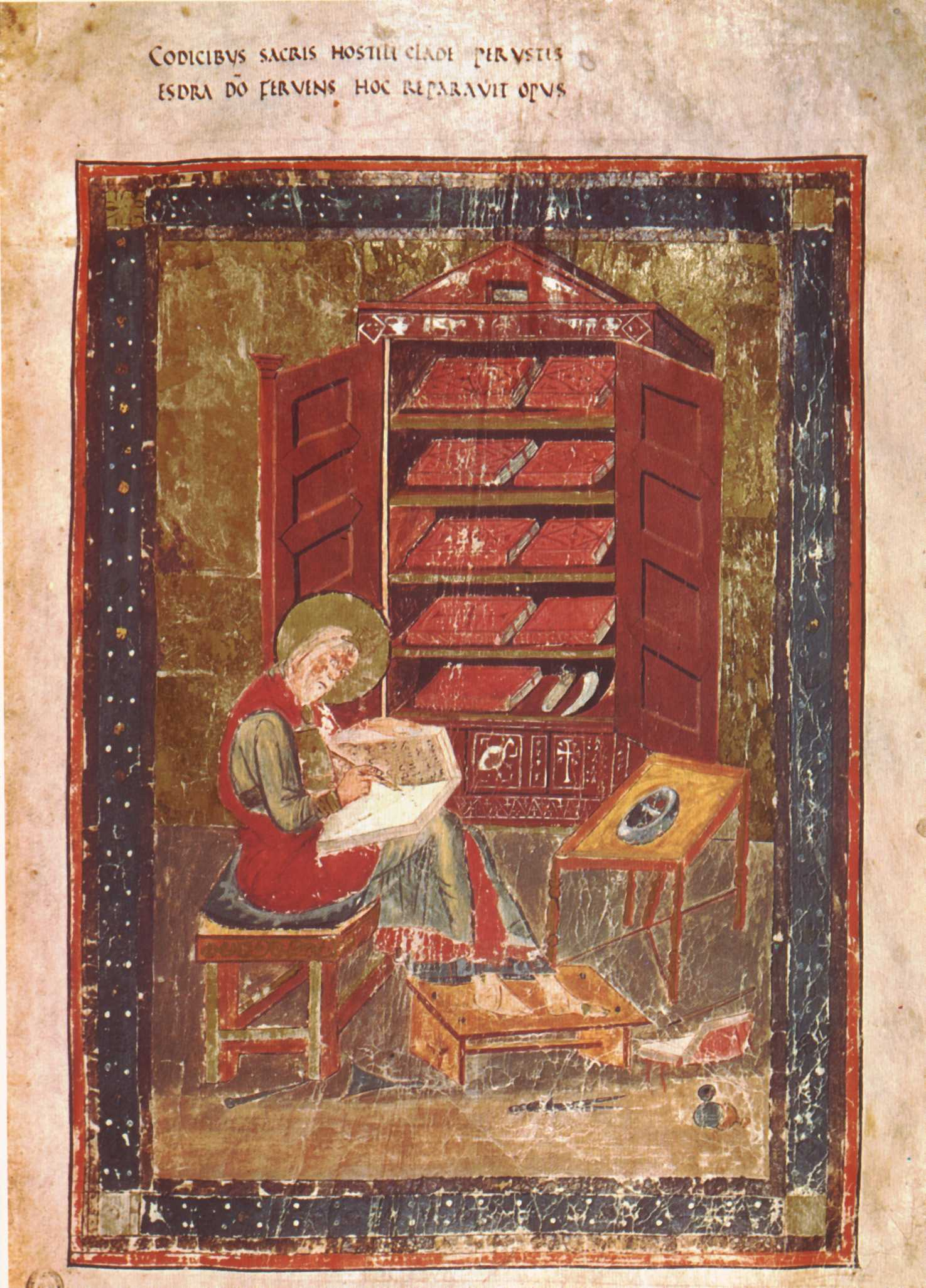

에즈라(에즈라記, 히브리어: עזרא 에즈라, 그리스어: Ἔσδρας 에즈드라스[*], 영어: Book of Ezra) 또는 에스라는 타나크 혹은 구약의 가운데 하나이다. 이 책은 바빌론 유수가 끝날 무렵 일어난 사건을 기록하고 있다. 한때는 느헤미야에 포함되기도 하였으며, 유대인은 그 둘을 하나의 책으로 여긴다. 그 둘은 클레멘스의 불가타 성경에서는 여전히 에스드라스 1서와 2서로 구별된다.
에즈라는 크게 다음의 두 부분으로 나뉜다.
- 키루스 대왕 1년(기원전 536년)에, 바빌론 유수에서 해방되고 나서 쓰인 첫 번째 역사 기록으로, 1장에서 6장까지는 다리우스 1세 6년(기원전 515년)에 새로운 예루살렘 신전의 완성과 봉헌에 이르기까지 일어난 중요한 사건을 다루고 있다. 6장 마지막에서 7장 도입부까지는 60년 동안 역사기록의 공백기가 있다. 어떤 이들은 이러한 "간격"이 성경적인 사실이기보다는 예언의 필요성에 따른 꾸며낸 이야기라고 주장한다.

이 60년 간격은 에즈라의 자연적인 연대순에 예수가 메시아임을 증명하는 내용을 다니엘서 9장에 삽입하게 만들었다.
- 아르타크세르크세스 롱기마누스 7년에 에즈라의 인도 아래 이루어진 두 번째 귀환, 그리고 에즈라가 예루살렘에 도착 후에 거기에서 일어난 사건을 기록한 역사 기록이다(7장-10장).

이 책은 이렇게 대략 80년 동안에 일어났던, 키루스의 법령(기원전 536년)으로부터 에즈라가 이룩한 개혁(기원전 456년)에 이르기까지, 유대인과 관련한 기억할 만한 기억을 포함한다.
에즈라는 아마 이 책의 저자였으리라 여겨지며, 적어도 중요 부분은 직접 썼으리라 본다.(comp. 7:27, 28; 8:1 등) 그는 또한 역대기도 썼으리라 여겨진다.

## 에스드라스
| 구분              | 1권             | 2권             | 3권            | 4권            | 5권            | 6권            |
| ----------------- | --------------- | --------------- | -------------- | -------------- | -------------- | -------------- |
| 마소라 본문       | 에즈라          | 에즈라          |                |                |                |                |
| 70인역            | 에스드라스 알파 | 에스드라스 베타 |                |                |                |                |
| 불가타            | 에즈라          | 에즈라          |                |                |                |                |
| 클레멘스 불가타   | 에스드라스 1서  | 에스드라스 2서  | 에스드라스 3서 | 에스드라스 4서 | 에스드라스 4서 | 에스드라스 4서 |
| 에티오피아 정교회 | 에즈라 1서      | 에즈라 2서      | 에즈라 스투엘  |                |                |                |
| 현대              | 에즈라          | 느헤미야        | 에스드라스 1서 | 에스드라스 2서 | 에스드라스 2서 | 에스드라스 2서 |

위의 분류 외에도 때때로 현대 학자들은 에즈라서와 느헤미야서를 묶어서 에즈라-느헤미야, 에스드라스 3권을 두고 그리스 에스드라스, 에스드라스 4, 5, 6권을 두고 라틴 에스드라스라 부르기도 한다.
영국 성공회 39개조 신조에서는 클레멘스 불가타의 이름을 따른다. 에스드라스 1서는 동방정교회에서, 에스드라스 2서는 조지아 정교회, 아르메니아 사도교회, 시리아 정교회, 에티오피아 테와히도 정교회에서 인정한다.

## 같이 보기
- 아수르
- 앗시리아
- 페르시아 제국